# Берлинская государственная опера
Берлинская государственная опера (нем. Staatsoper Berlin), также именуемая Немецкой государственной оперой (нем. Deutsche Staatsoper), или Государственной оперой на Унтер-ден-Линден (нем. Staatsoper Unter den Linden) — один из старейших и наиболее крупных музыкальных театров в Германии. Основана в 1742 году как Королевская придворная опера (нем. Königliche Hofoper) при Фридрихе II. Расположена в Берлине, на главной улице Унтер-ден-Линден. С 1992 года Берлинской государственной оперой руководил дирижёр Даниэль Баренбойм (покинул пост 31 января 2023 года). Оркестром театра является Берлинская государственная капелла, также выступающая с симфоническими концертами.

## История

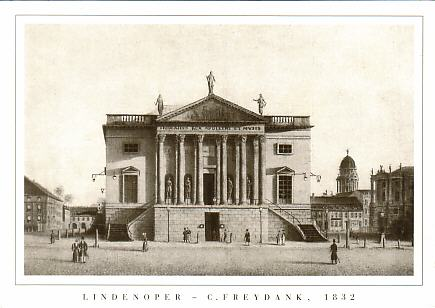
Берлинская придворная опера в 1832 году

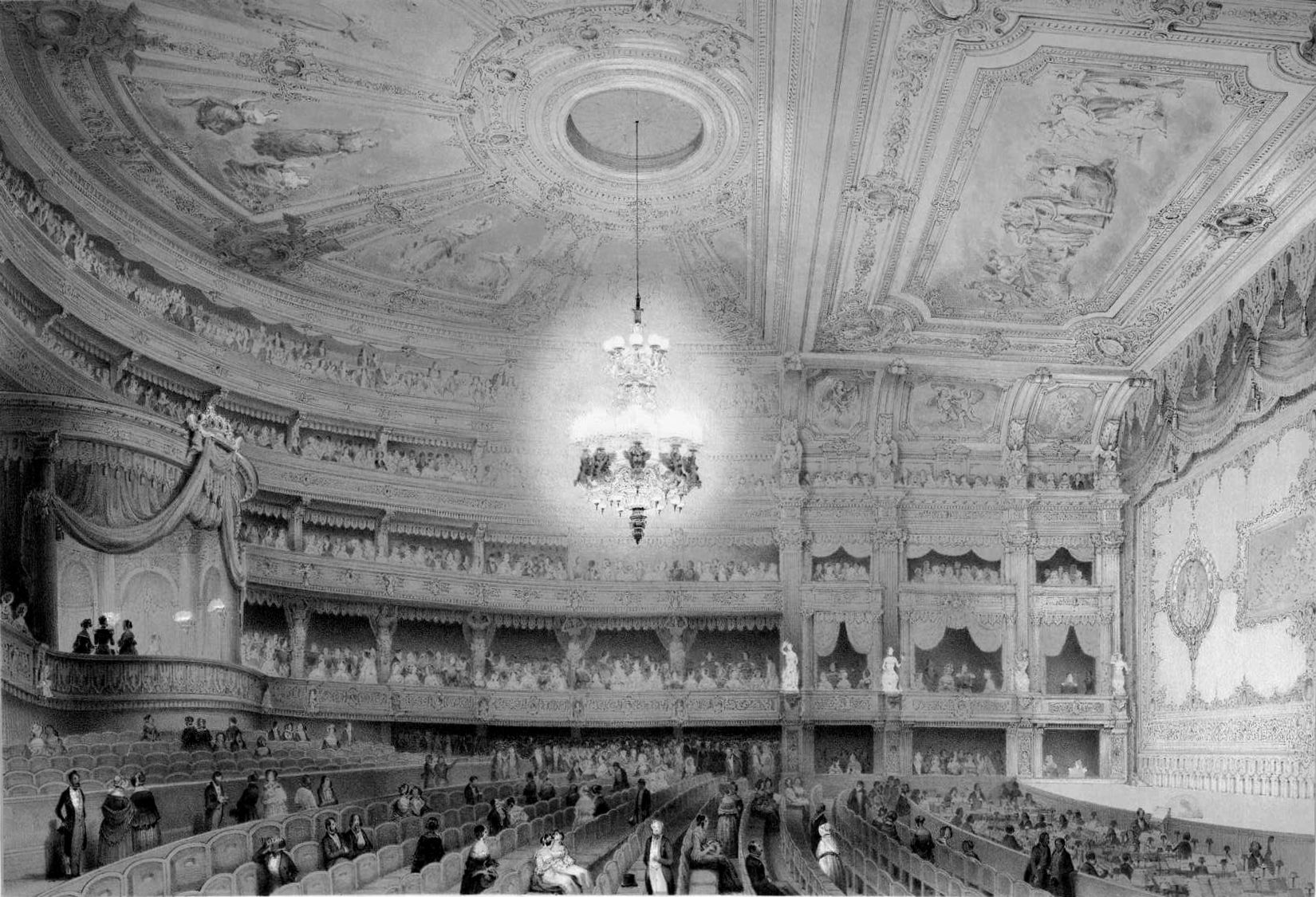
Королевская берлинская опера, перестроенная после пожара в 1843 году

### Ранние годы
Прусский король Фридрих II вскоре после восшествия на трон заказал строительство первого здания. Работы начались в июле 1741 года на основе проекта архитектора Георга Венцеслауса фон Кнобельсдорфа в стиле английского классицизма по образцам палладианской архитектуры. В качестве прототипов фасада здания Оперного театра (позднее: Государственной оперы) архитектор избрал постройки Андреа Палладио: Вилла Ротонда, Вилла Фоскари (Мальконтента, 1558-60) и несколько зданий английского палладианца Колина Кэмпбелла, в том числе Хоутон-холл в Норфолке (1721—1725), представленных в гравюрах издания «Британский Витрувий» (Vitruvius Britannicus vol. 3, 1725).
Здание по замыслу короля Фридриха и архитектора должно было стать частью парадного ансамбля «Форум Фридерицианум» (Forum Fridericianum) — обширного комплекса площадей и построек с внутренними дворами и полуциркульными колоннадами. Полностью проект не был осуществлён. Ныне на этом месте находится современная Бебельплац.
Открытие Придворной оперы состоялось 7 декабря 1742 года оперой Карла Генриха Грауна «Цезарь и Клеопатра». Этим ознаменовалось начало успешного, двух с половиной векового сотрудничества между Государственной оперой и Государственной капеллой Берлина (оркестром, основанным в XVI веке).
В 1842 году Готтфрид Вильгельм Тауберт основал традицию регулярных симфонических концертов. В этом же году Джакомо Мейербер сменил Гаспаре Спонтини на посту исполнительного музыкального директора. В течение года симфоническими концертами дирижировал Феликс Мендельсон.
18 августа 1843 года театр сгорел. Восстановление интерьеров здания было поручено архитектору Карлу Готтгарду Ланггансу. Первое представление было дано осенью следующего года (опера Мейербера «Лагерь в Силезии»). В 1821 году в Берлинской опере состоялась премьера оперы Карла Вебера «Вольный стрелок», в 1849 году — премьера оперы Отто Николаи «Виндзорские проказницы», где дирижировал автор.

### XX век
В конце XIX — начале XX вв. в Королевской придворной опере работали многие выдающиеся дирижёры, например, Феликс Вайнгартнер, Карл Мук, Рихард Штраус, Лео Блех. После распада Германской империи в 1918 году Оперу переименовали в Государственную оперу на Унтер-ден-Линден, а Королевскую капеллу в Капеллу Государственной оперы.
В 1920-х годах пост дирижёра занимали Курт Адлер, Вильгельм Фуртвенглер, Эрих Клайбер, Отто Клемперер, Александр фон Цемлинский, Бруно Вальтер. В 1925 году Эрих Клайбер дирижировал на премьере оперы Альбана Берга «Воццек» в присутствии композитора. С 1919 по 1925 год главным дирижёром Берлинской государственной оперы был член НСДАП Макс фон Шиллингс.
После значительного расширения театр открылся 28 апреля 1928 года новой постановкой Волшебной флейты. В этом же году в Опере давали гастроли известный русский бас Фёдор Иванович Шаляпин и Русский балет Дягилева. В 1930 году Эрих Клайбер был дирижёром на премьере оперы Дариюса Мийо «Кристофор Колумб».
После прихода к власти Гитлера артисты оперы с еврейскими корнями были исключены из труппы. Были смещены с должностей и многие немецкие музыканты, включая Курта Адлера, Отто Клемперера и Фрица Буша. Клеменс Краус сначала стал постоянным дирижёром в Берлинской опере в 1933 году, а в 1935 году — её директором, после того как Фриц Буш и Эрих Клайбер ушли с поста в знак протеста против нацистского режима. В годы нацистской Германии «главными капельмейстерами» были Роберт Хегер, Герберт фон Караян и Иоганн Шулер.
24 ноября 1938 года Вернер Эгк дирижировал на премьере своей оперы «Пер Гюнт». 18 декабря, Герберт фон Караян представил свою интерпретацию «Волшебной флейты». Караян был музыкальным директором Оперы с 1941 по 1945 гг. В 1941 году Опера пострадала от бомбёжки. Заново она открылась 21 декабря 1942 года постановкой «Нюрнбергских мейстерзингеров» Рихарда Вагнера (дирижёр — Вильгельм Фуртвенглер).
После речи Йозефа Геббельса о тотальной войне Государственная опера была закрыта. 31 августа 1944 года в ней было дано последнее представление «Женитьбы Фигаро» В. А. Моцарта. Здание оперы было разрушено 3 февраля 1945 года. Концерты Государственной капеллы перенесли в Адмиралпалас и Шаушпилхаус. 18 февраля Герберт фон Караян последний раз стоял за дирижёрским пультом с оркестром Государственной капеллы.
Последующее восстановление заняло много времени. С 1945 года труппа оперы давала спектакли на сцене Адмиралспаласта. C 1949 года труппа становится Государственной оперой Восточной Германии. Окончательный переезд в восстановленное в стиле нового барокко здание состоялся в 1955 году. Здание открыли, как и в прошлый раз, оперой Вагнера «Нюрнбергские мейстерзингеры». Вместимость зала составила 1 300 человек.
После возведения Берлинской стены в 1961 году Опера, хотя и уменьшила свой репертуар, всё равно продолжала ставить как классические и романтические оперы и балеты, так и современные музыкальные произведения. В 1969 году труппа театра впервые гастролировала в СССР.
После объединения Германии Берлинская опера вновь влилась в мировое оперное сообщество. Здесь решили обратиться к постановкам прошлого и переосмыслить их подачу. В центр внимания попали оперы эпохи барокко. Они были поставлены вместе с бельгийским дирижёром Рене Якобсом и Берлинской академией старинной музыки на оригинальных инструментах той эпохи.
В 1990 году опера была официально переименована в Государственную оперу на Унтер-ден-Линден.

### XXI век
В сентябре 2010 года здание Государственной оперы закрыли на масштабную реконструкцию. Планируется соединить Оперу подземным ходом со вторым зданием, в котором будут находиться репетиционные залы и дирекция театра. Это делается для того, чтобы вернуть само здание оперы в его первозданный вид. До 2015 года труппа оперы даёт спектакли в Шиллер-театре в Шарлоттенбурге.

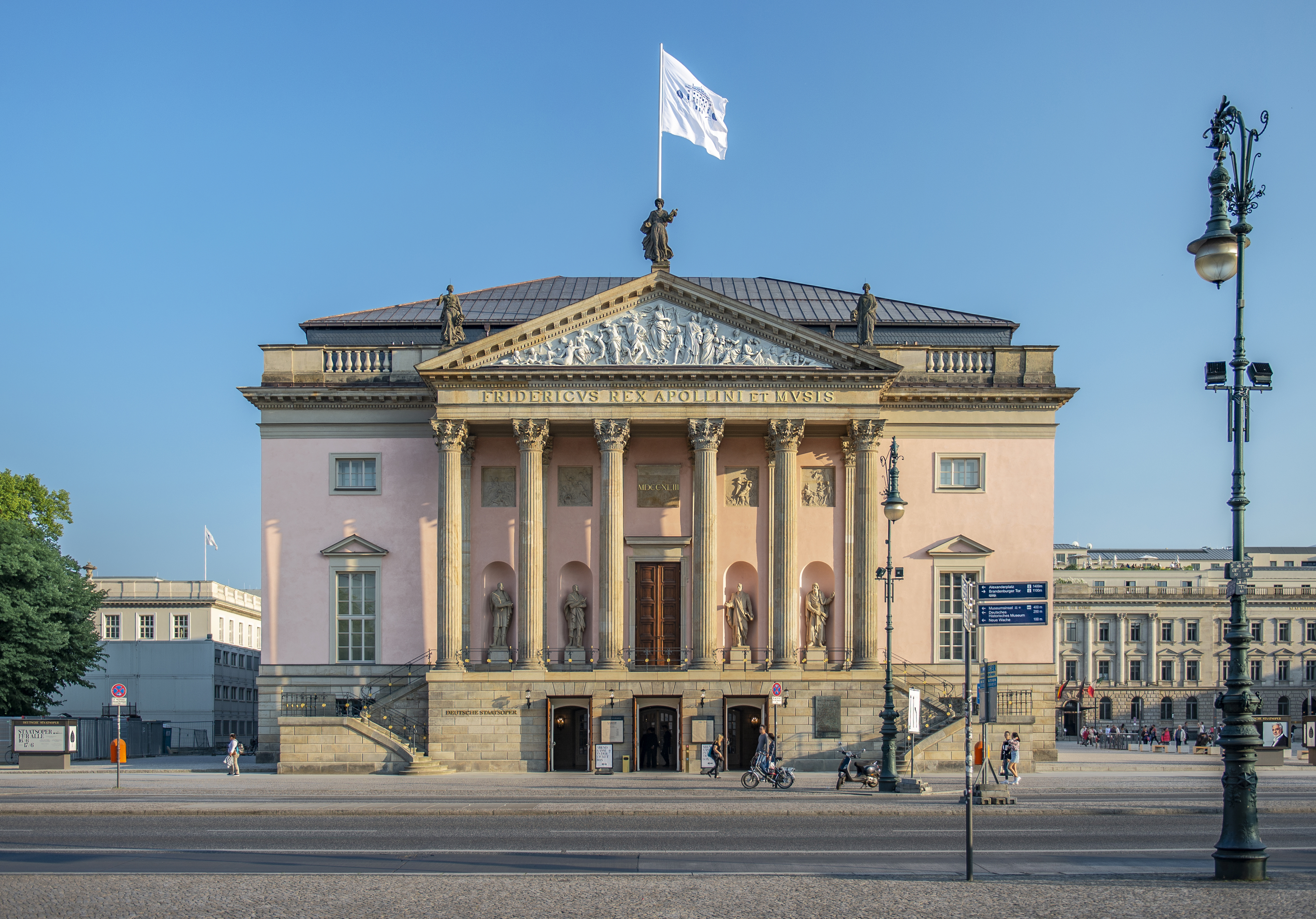
Фасад на Унтер-ден-Линден, 2017
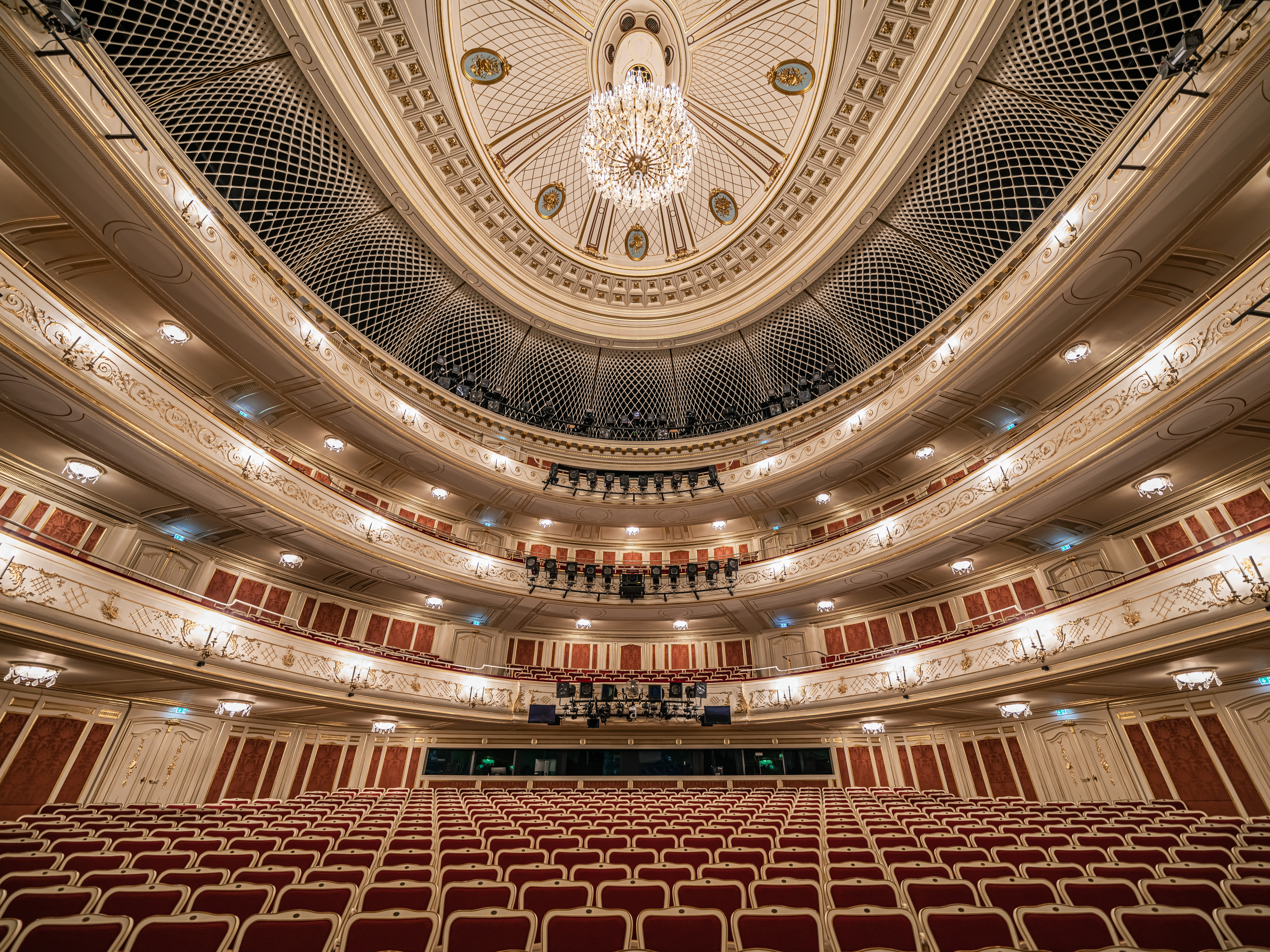
Зрительский зал, 2021
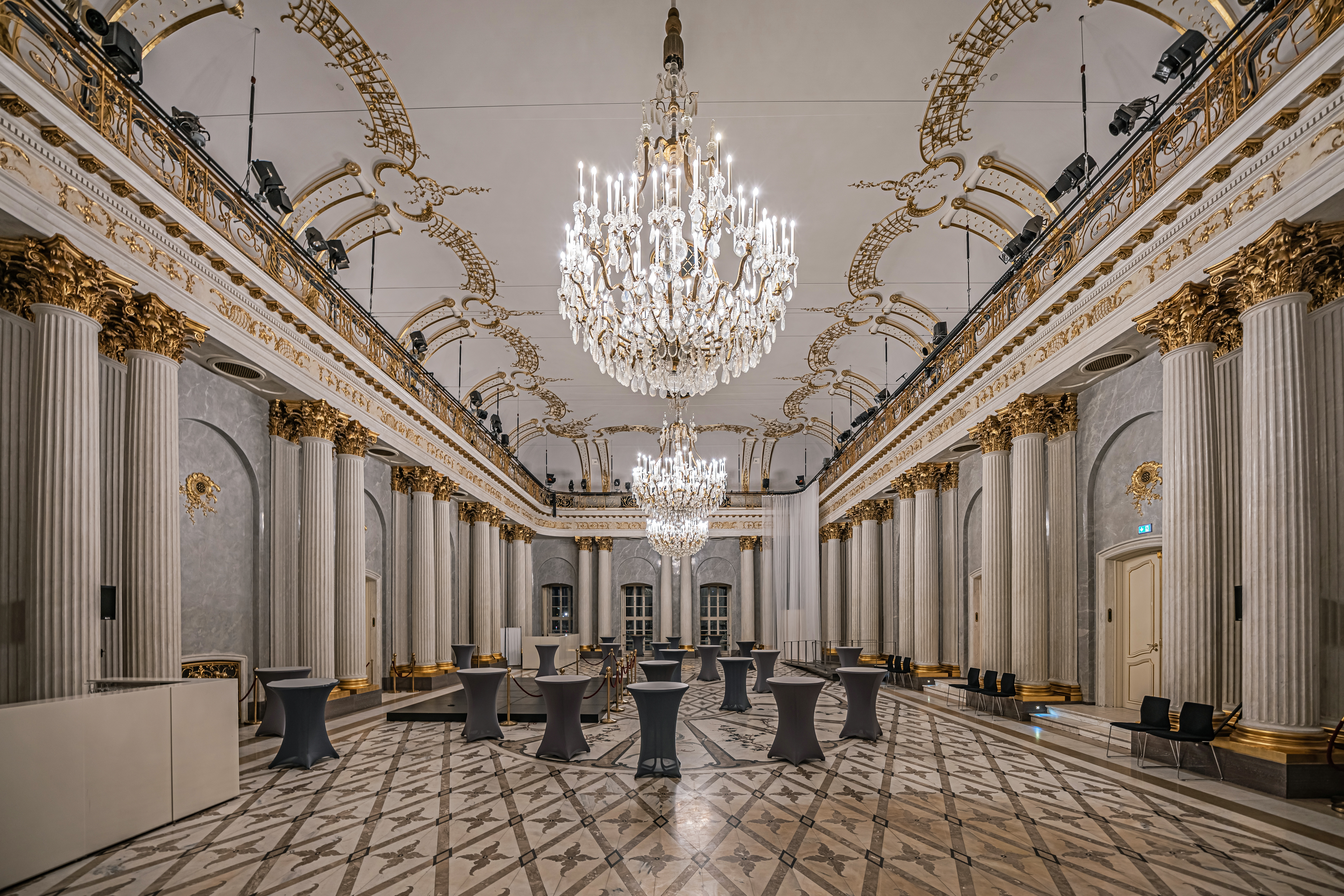
Банкетный зал, 2021

## Руководство
- 1759—1775 Иоганн Фридрих Агрикола
- 1775—1794 Иоганн Фридрих Рейхардт
- 1816—1820 Бернхард Вебер
- 1820—1841 Гаспаре Спонтини
- 1842—1846 Джакомо Мейербер
- 1848—1849 Отто Николаи
- 1871—1887 Роберт Радеке
- 1888—1899 Йозеф Зухер
- 1899—1913 Рихард Штраус
- 1913—1920 Лео Блех
- 1923—1934 Эрих Кляйбер
- 1935—1936 Клеменс Краус
- 1941—1945 Герберт фон Караян
- 1948—1951 Йозеф Кайльберт
- 1954—1955 Эрих Клайбер
- 1955—1962 Франц Конвичный
- 1964—1990 Отмар Суитнер
- 1992—2023 Даниэль Баренбойм